# Copa do Nordeste 2022
La Copa do Nordeste 2022 fue la decimonovena (19.º) edición del torneo que reúne equipos de la región nordeste del país. Al igual que la Copa Verde, es un torneo organizado por la Confederación Brasileña de Fútbol y, debido a la modificación de los criterios de clasificación para torneos internacionales, no asegura un cupo a la Copa Sudamericana pero el campeón entrará directamente a la tercera fase de la Copa de Brasil 2023.
Fortaleza y Sport Recife se enfrentaron en la final, la cual fue ganada por el cuadro cearense, tras ganar 2-1 en el marcador global, lo cual significó su segundo título nordeste.

## Sistema de juego
Para esta edición, el torneo sufrió un cambio significativo en su fase preliminar, tanto en número de participantes como en criterios de clasificación. El campeonato contará con la participación de 36 equipos, siendo 12 clasificados directamente para una fase de grupos y 24 clasificados para una fase preliminar en eliminatorias, con 3 etapas, denominada Pre-Copa do Nordeste, que otorgará 4 plazas en la fase de grupos. Los equipos clasificados directamente a la fase de grupos serán los 9 campeones estatales en 2021, junto con los equipos de los estados de Bahía, Ceará y Pernambuco mejor posicionados en el Ranking Nacional de Clubes 2021, excluyendo a los campeones estatales en los respectivos estados. Los equipos clasificados en la ronda preliminar serán definidos por 4 criterios diferentes, según la posición de cada federación en el ranking de la CBF, los clubes en sus respectivos campeonatos estatales y los clubes en el ranking CBF.

## Equipos participantes

### Clasificados a la Pré-Copa do Nordeste
Hay 4 criterios de clasificación diferentes para la Pre Copa do Nordeste:
- Criterio 1: 9 plazas para los equipos mejor clasificados en cada uno de los 9 campeonatos estatales de 2021 en el nordeste, excepto aquellos que ya han garantizado una plaza en la fase de grupos.

- Criterio 2: 3 plazas para los equipos mejor clasificados en cada uno de los 3 campeonatos estatales de 2021 de las mejores federaciones del Ranking de la CBF de 2021 (Ceará, Bahía y Pernambuco), excepto los clasificados para la fase de grupos o por criterio 1.

- Criterio 3: 9 plazas para los equipos mejor clasificados en el Ranking de la CBF de 2021 de cada uno de los 9 estados del nordeste, excepto los clasificados para la fase de grupos o por el criterio 1 o 2.

- Criterio 4: 3 plazas para los equipos del Nordeste mejor posicionados en el Ranking de la CBF de 2021, independientemente del estado al que pertenezcan, excepto los clasificados para la fase de grupos o por los criterios 1, 2 o 3.

De los 24 equipos clasificados para la Pre copa do Nordeste, los 8 mejor clasificados ingresan a la segunda ronda de la disputa, mientras que los demás ingresan en la primera ronda.
Al final de la Pre copa do nordeste, los ganadores de los cuatro partidos de la tercera fase estarán clasificados automáticamente para la fase de grupos.
| Estado               | Equipo         | Ciudad             | Critério de clasificación | Ranking de la CBF | Fase de ingreso | Estádio           | Capacidad |
| -------------------- | -------------- | ------------------ | ------------------------- | ----------------- | --------------- | ----------------- | --------- |
| Alagoas              | CRB            | Maceió             | Criterio 1                | 31.º              | 2.ª fase        | Rei Pelé          | 17 126    |
| Alagoas              | ASA            | Arapiraca          | Criterio 3                | 78.º              | 1.ª fase        | Fumeirão          | 15 000    |
| Bahía                | Bahia de Feira | Feira de Santana   | Criterio 1                | 103.º             | 1.ª fase        | Arena Cajueiro    | 4 000     |
| Bahía                | Juazeirense    | Juazeiro           | Criterio 2                | 81.º              | 1.ª fase        | Adautão           | 8 000     |
| Bahía                | Vitória        | Salvador           | Criterio 3                | 23.º              | 2.ª fase        | Barradão          | 35 000    |
| Bahía                | Jacuipense     | Riachão do Jacuípe | Criterio 4                | 71.º              | 1.ª fase        | Valfredão         | 5 000     |
| Ceará                | Ferroviário    | Fortaleza          | Criterio 1                | 57.º              | 2.ª fase        | Arena Castelão    | 63 903    |
| Ceará                | Atlético-CE    | Fortaleza          | Criterio 2                | 119.º             | 1.ª fase        | Presidente Vargas | 20 268    |
| Ceará                | Floresta       | Fortaleza          | Criterio 3                | 91.º              | 1.ª fase        | Arena Castelão    | 63 903    |
| Maranhão             | Moto Club      | São Luís           | Criterio 1                | 67.º              | 1.ª fase        | Castelão          | 40 149    |
| Maranhão             | Imperatriz     | Imperatriz         | Criterio 3                | 61.º              | 1.ª fase        | Frei Epifânio     | 12 500    |
| Paraíba              | Sousa          | Sousa              | Criterio 1                | 192.º             | 1.ª fase        | Marizão           | 5 400     |
| Paraíba              | Botafogo-PB    | João Pessoa        | Criterio 3                | 49.º              | 2.ª fase        | Almeidão          | 25 770    |
| Paraíba              | Treze          | Campina Grande     | Criterio 4                | 65.º              | 1.ª fase        | Amigão            | 23 000    |
| Pernambuco           | Santa Cruz     | Recife             | Criterio 1                | 41.º              | 2.ª fase        | Arruda            | 60 044    |
| Pernambuco           | Retrô          | Camaragibe         | Criterio 2                | –                 | 1.ª fase        | Arena Pernambuco  | 45 010    |
| Pernambuco           | Central        | Caruaru            | Criterio 3                | 86.º              | 1.ª fase        | Lacerdão          | 20 000    |
| Piauí                | Fluminense-PI  | Teresina           | Criterio 1                | ?                 | 1.ª fase        | Albertão          | 52 216    |
| Piauí                | River-PI       | Teresina           | Criterio 3                | 77.º              | 1.ª fase        | Albertão          | 52 216    |
| Río Grande del Norte | ABC            | Natal              | Criterio 1                | 52.º              | 2.ª fase        | Frasqueirão       | 15 082    |
| Río Grande del Norte | América-RN     | Natal              | Criterio 3                | 59.º              | 2.ª fase        | Arena das Dunas   | 32 000    |
| Sergipe              | Lagarto        | Lagarto            | Criterio 1                | 209.º             | 1.ª fase        | Barretão          | 8 000     |
| Sergipe              | Confiança      | Aracaju            | Criterio 3                | 47.º              | 2.ª fase        | Batistão          | 15 575    |
| Sergipe              | Itabaiana      | Itabaiana          | Criterio 4                | 73.º              | 1.ª fase        | Etelvino Mendonça | 12 000    |

### Clasificados a la fase de grupos
Hay 2 criterios diferentes para la clasificación directa a la fase de grupos de la Copa do Nordeste:
- Criterio 1: 9 plazas para los equipos campeones de cada uno de los 9 campeonatos estatales de 2021 en el nordeste.

- Criterio 2: 3 plazas para los equipos mejor clasificados en el Ranking de la CBF de 2021 de cada uno de los 3 estados del nordeste cuyas federaciones están mejor clasificadas en el Ranking de CBF de 2021 (Ceará, Bahía y Pernambuco), excepto los clasificados según el criterio 1.

| Estado               | Equipo              | Ciudad         | Critério de clasificación | Ranking de la CBF | Estádio          | Capacidad | Títulos                    |
| -------------------- | ------------------- | -------------- | ------------------------- | ----------------- | ---------------- | --------- | -------------------------- |
| Alagoas              | CSA                 | Maceió         | Criterio 1                | 30.º              | Rei Pelé         | 17 126    | 0 (no posee)               |
| Bahía                | Atlético Alagoinhas | Alagoinhas     | Criterio 1                | 137.º             | Carneirão        | 16 000    | 0 (no posee)               |
| Bahía                | Bahia               | Salvador       | Criterio 2                | 11.º              | Arena Fonte Nova | 50 025    | 4 (2001, 2002, 2017, 2021) |
| Ceará                | Fortaleza           | Fortaleza      | Criterio 1                | 18.º              | Arena Castelão   | 63 903    | 1 (2019)                   |
| Ceará                | Ceará               | Fortaleza      | Criterio 2                | 14.º              | Arena Castelão   | 63 903    | 2 (2015, 2020)             |
| Maranhão             | Sampaio Corrêa      | São Luís       | Criterio 1                | 33.º              | Castelão         | 40 149    | 1 (2018)                   |
| Paraíba              | Campinense          | Campina Grande | Criterio 1                | 72.º              | Amigão           | 23 000    | 1 (2013)                   |
| Pernambuco           | Náutico             | Recife         | Criterio 1                | 39.º              | Aflitos          | 20 000    | 0 (no posee)               |
| Pernambuco           | Sport Recife        | Recife         | Criterio 2                | 20.º              | Ilha do Retiro   | 35 000    | 3 (1994, 2000, 2014)       |
| Piauí                | Altos               | Altos          | Criterio 1                | 68.º              | Felipão          | 4000      | 0 (no posee)               |
| Río Grande del Norte | Globo               | Ceará-Mirim    | Criterio 1                | 62.º              | Barretão         | 10 000    | 0 (no posee)               |
| Sergipe              | Sergipe             | Aracaju        | Criterio 1                | 102.º             | Batistão         | 15 575    | 0 (no posee)               |

## Pré Copa do Nordeste

### Primera ronda
En la primera ronda, los 16 equipos peor clasificados, entre los 24 participantes de la Pre Copa do Nordeste, se dividirán en 8 llaves, cada uno con dos equipos. Los equipos se enfrentan en partido único, con la localía del equipo mejor clasificado. En caso de empate se llevará a cabo una tanda de penales para definir el ganador. El ganador de cada llave avanza a la segunda ronda.
| Fecha                 | Local       | Resultado    | Visita         |
| --------------------- | ----------- | ------------ | -------------- |
| 12 de octubre de 2021 | Treze       | 1:3          | Floresta       |
| 12 de octubre de 2021 | Juazeirense | 1:0          | Central        |
| 12 de octubre de 2021 | Itabaiana   | 1:1 (3:1 p.) | Bahia de Feira |
| 13 de octubre de 2021 | Jacuipense  | 1:0          | Atlético-CE    |
| 13 de octubre de 2021 | Moto Club   | 3:2          | Retrô          |
| 14 de octubre de 2021 | ASA         | 1:2          | Sousa          |
| 16 de octubre de 2021 | River-PI    | 5:0          | Lagarto        |
| 16 de octubre de 2021 | Imperatriz  | 1:1 (5:4 p.) | Fluminense-PI  |

### Segunda ronda
En la segunda ronda, los 8 equipos clasificados de la primera ronda se suman a los 8 clasificados directamente para la segunda, totalizando 16 clubes. Los equipos se dividirán en 8 llaves, cada uno con dos equipos, y cada llave contendrá un equipo de la primera ronda y uno clasificado directamente a la segunda. Los equipos se enfrentan en partido único, con la localía del equipo mejor clasificado. En caso de empate se llevará a cabo una tanda de penales para definir el ganador. El ganador de cada llave avanza a la tercera ronda.
| Fecha                 | Local       | Resultado    | Visita      |
| --------------------- | ----------- | ------------ | ----------- |
| 19 de octubre de 2021 | Santa Cruz  | 3:3 (2:4 p.) | Floresta    |
| 19 de octubre de 2021 | Ferroviário | 4:0          | Juazeirense |
| 19 de octubre de 2021 | Confiança   | 1:1 (4:5 p.) | Sousa       |
| 19 de octubre de 2021 | Vitória     | 3:0          | Itabaiana   |
| 20 de octubre de 2021 | ABC         | 4:2          | Jacuipense  |
| 20 de octubre de 2021 | Botafogo-PB | 2:0          | Imperatriz  |
| 21 de octubre de 2021 | CRB         | 2:1          | River-PI    |
| 21 de octubre de 2021 | América-RN  | 1:1 (4:5 p.) | Moto Club   |

### Tercera ronda
En la tercera ronda, participan los 8 equipos ganadores de sus llaves en la segunda ronda. Los equipos se dividirán en 4 llaves, cada uno con dos equipos. Los equipos se enfrentan en partidos de ida y vuelta, con la localía en el partido de vuelta para el equipo mejor clasificado. En caso de empate en el marcador global se llevará a cabo una tanda de penales para definir el ganador. El ganador de cada llave se clasifica para la fase de grupos.
| Fechas                                  | Local en la ida | Global       | Local en la vuelta | Ida | Vuelta |
| --------------------------------------- | --------------- | ------------ | ------------------ | --- | ------ |
| 26 de octubre y 2 de noviembre de 2021  | Floresta        | 1:1 (4:3 p.) | Ferroviário        | 0:0 | 1:1    |
| 26 de octubre y 18 de noviembre de 2021 | Botafogo-PB     | 3:3 (6:5 p.) | Vitória            | 1:1 | 2:2    |
| 27 de octubre y 9 de noviembre de 2021  | Sousa           | 4:2          | ABC                | 3:0 | 1:2    |
| 30 de octubre y 18 de noviembre de 2021 | Moto Club       | 2:3          | CRB                | 2:1 | 0:2    |

## Fase de grupos

### Grupo A
| Pos. | Equipo              | Pts. | PJ | G | E | P | GF | GC | Dif. | Clasificación 2022                 |
| ---- | ------------------- | ---- | -- | - | - | - | -- | -- | ---- | ---------------------------------- |
| 1    | Fortaleza           | 16   | 8  | 4 | 4 | 0 | 17 | 6  | +11  | Clasificado a los cuartos de final |
| 2    | CSA                 | 14   | 8  | 4 | 2 | 2 | 13 | 6  | +7   | Clasificado a los cuartos de final |
| 3    | Sport Recife        | 14   | 8  | 4 | 2 | 2 | 10 | 6  | +4   | Clasificado a los cuartos de final |
| 4    | Atlético Alagoinhas | 11   | 8  | 3 | 2 | 3 | 6  | 8  | −2   | Clasificado a los cuartos de final |
| 5    | Sampaio Corrêa      | 7    | 8  | 2 | 1 | 5 | 8  | 11 | −3   |                                    |
| 6    | Campinense          | 6    | 8  | 1 | 3 | 4 | 8  | 12 | −4   |                                    |
| 7    | Globo               | 5    | 8  | 1 | 2 | 5 | 4  | 21 | −17  |                                    |
| 8    | Sergipe             | 1    | 8  | 0 | 1 | 7 | 3  | 16 | −13  |                                    |

 Fuente: CBF

### Grupo B
| Pos. | Equipo      | Pts. | PJ | G | E | P | GF | GC | Dif. | Clasificación 2022                 |
| ---- | ----------- | ---- | -- | - | - | - | -- | -- | ---- | ---------------------------------- |
| 1    | Ceará       | 18   | 8  | 5 | 3 | 0 | 12 | 2  | +10  | Clasificado a los cuartos de final |
| 2    | Botafogo-PB | 15   | 8  | 4 | 3 | 1 | 10 | 6  | +4   | Clasificado a los cuartos de final |
| 3    | Náutico     | 14   | 8  | 4 | 2 | 2 | 14 | 8  | +6   | Clasificado a los cuartos de final |
| 4    | CRB         | 14   | 8  | 4 | 2 | 2 | 8  | 6  | +2   | Clasificado a los cuartos de final |
| 5    | Bahia       | 13   | 8  | 4 | 1 | 3 | 18 | 11 | +7   |                                    |
| 6    | Sousa       | 11   | 8  | 3 | 2 | 3 | 10 | 11 | −1   |                                    |
| 7    | Altos       | 9    | 8  | 2 | 3 | 3 | 7  | 9  | −2   |                                    |
| 8    | Floresta    | 7    | 8  | 2 | 1 | 5 | 7  | 16 | −9   |                                    |

 Fuente: CBF

### Fixture
- Los horarios corresponden a la hora local de Brasil (UTC-3).

| CRB         | 1 - 0 | Sport Recife        | Rei Pelé          | 22 de enero   | 17:45 |
| Altos       | 1 - 1 | Atlético Alagoinhas | Lindolfo Monteiro | 23 de enero   | 16:00 |
| Sousa       | 1 - 0 | CSA                 | Marizão (PB)      | 23 de enero   | 18:00 |
| Náutico     | 0 - 0 | Campinense          | Aflitos           | 25 de enero   | 20:00 |
| Floresta    | 0 - 2 | Fortaleza           | Castelão (CE)     | 2 de febrero  | 21:30 |
| Ceará       | 5 - 0 | Globo               | Castelão (CE)     | 9 de febrero  | 19:30 |
| Bahia       | 2 - 0 | Sampaio Corrêa      | Arena Fonte Nova  | 24 de febrero | 21:30 |
| Botafogo-PB | 3 - 0 | Sergipe             | Almeidão          | 2 de marzo    | 19:30 |

| Campinense          | 1 - 3 | Bahia       | Amigão         | 29 de enero | 16:00 |
| Sport Recife        | 3 - 2 | Náutico     | Ilha do Retiro | 29 de enero | 17:45 |
| Globo               | 1 - 1 | Floresta    | Barretão (RN)  | 29 de enero | 20:00 |
| CSA                 | 3 - 0 | Botafogo-PB | Rei Pelé       | 30 de enero | 16:00 |
| Fortaleza           | 5 - 0 | Sousa       | Castelão (CE)  | 30 de enero | 18:00 |
| Sampaio Corrêa      | 2 - 1 | Altos       | Castelão (MA)  | 30 de enero | 18:00 |
| Sergipe             | 0 - 1 | Ceará       | Batistão       | 31 de enero | 21:30 |
| Atlético Alagoinhas | 1 - 0 | CRB         | Carneirão (BA) | 10 de marzo | 20:00 |

| Fortaleza           | 1 - 1 | Ceará       | Castelão (CE)  | 5 de febrero | 17:45 |
| Atlético Alagoinhas | 2 - 1 | Bahia       | Carneirão (BA) | 5 de febrero | 17:45 |
| Sampaio Corrêa      | 0 - 1 | Náutico     | Castelão (MA)  | 5 de febrero | 20:00 |
| Sergipe             | 1 - 3 | Altos       | Batistão       | 6 de febrero | 16:00 |
| Globo               | 1 - 1 | Botafogo-PB | Barretão (RN)  | 6 de febrero | 16:00 |
| Sport Recife        | 1 - 0 | Sousa       | Ilha do Retiro | 8 de febrero | 19:30 |
| CSA                 | 2 - 0 | Floresta    | Rei Pelé       | 8 de febrero | 21:30 |
| Campinense          | 1 - 1 | CRB         | Amigão         | 9 de febrero | 19:30 |

| Botafogo-PB | 1 - 0 | Atlético Alagoinhas | Almeidão          | 12 de febrero | 16:00 |
| Náutico     | 2 - 2 | Fortaleza           | Aflitos           | 12 de febrero | 17:45 |
| Bahia       | 5 - 0 | Globo               | Arena Fonte Nova  | 12 de febrero | 17:45 |
| Ceará       | 1 - 1 | Sampaio Corrêa      | Castelão (CE)     | 12 de febrero | 19:45 |
| Floresta    | 4 - 3 | Campinense          | Domingão          | 13 de febrero | 15:00 |
| Sousa       | 0 - 0 | Sergipe             | Marizão (PB)      | 13 de febrero | 16:00 |
| CRB         | 1 - 1 | CSA                 | Rei Pelé          | 13 de febrero | 18:30 |
| Altos       | 0 - 0 | Sport Recife        | Lindolfo Monteiro | 27 de febrero | 18:00 |

| Botafogo-PB | 1 - 1 | Fortaleza           | Almeidão          | 15 de febrero | 19:30 |
| Náutico     | 3 - 0 | Atlético Alagoinhas | Aflitos           | 15 de febrero | 21:30 |
| Ceará       | 0 - 0 | Sport Recife        | Castelão (CE)     | 15 de febrero | 21:30 |
| Sousa       | 3 - 2 | Sampaio Corrêa      | Marizão (PB)      | 16 de febrero | 19:30 |
| Bahia       | 1 - 1 | CSA                 | Arena Fonte Nova  | 16 de febrero | 19:30 |
| Altos       | 1 - 0 | Campinense          | Lindolfo Monteiro | 16 de febrero | 21:30 |
| Floresta    | 1 - 0 | Sergipe             | Domingão          | 17 de febrero | 15:00 |
| CRB         | 2 - 0 | Globo               | Rei Pelé          | 17 de febrero | 19:30 |

| Atlético Alagoinhas | 0 - 1 | Ceará       | Carneirão (BA) | 19 de febrero | 16:00 |
| Fortaleza           | 3 - 1 | Bahia       | Castelão (CE)  | 19 de febrero | 17:45 |
| Campinense          | 2 - 1 | Sousa       | Amigão         | 19 de febrero | 20:00 |
| CSA                 | 3 - 1 | Náutico     | Rei Pelé       | 20 de febrero | 16:00 |
| Globo               | 1 - 0 | Altos       | Barretão (RN)  | 20 de febrero | 16:00 |
| Sergipe             | 1 - 2 | CRB         | Batistão       | 20 de febrero | 18:30 |
| Sampaio Corrêa      | 3 - 0 | Floresta    | Castelão (MA)  | 20 de febrero | 18:30 |
| Sport Recife        | 0 - 1 | Botafogo-PB | Ilha do Retiro | 24 de febrero | 21:30 |

| CRB         | 1 - 0 | Sampaio Corrêa      | Rei Pelé          | 5 de marzo | 16:00 |
| Altos       | 1 - 1 | Fortaleza           | Lindolfo Monteiro | 5 de marzo | 17:45 |
| Bahia       | 2 - 3 | Sport Recife        | Arena Fonte Nova  | 5 de marzo | 17:45 |
| Ceará       | 2 - 0 | CSA                 | Castelão (CE)     | 5 de marzo | 19:45 |
| Floresta    | 1 - 2 | Atlético Alagoinhas | Domingão          | 6 de marzo | 15:00 |
| Botafogo-PB | 1 - 1 | Campinense          | Almeidão          | 6 de marzo | 16:00 |
| Náutico     | 3 - 0 | Sergipe             | Aflitos           | 6 de marzo | 18:30 |
| Sousa       | 5 - 1 | Globo               | Marizão (PB)      | 6 de marzo | 18:30 |

| Fortaleza           | 2 - 0 | CRB         | Castelão (CE)  | 19 de marzo | 17:45 |
| Sport Recife        | 3 - 0 | Floresta    | Ilha do Retiro | 19 de marzo | 17:45 |
| Sergipe             | 1 - 3 | Bahia       | Batistão       | 19 de marzo | 17:45 |
| Sampaio Corrêa      | 0 - 2 | Botafogo-PB | Castelão (MA)  | 19 de marzo | 17:45 |
| Campinense          | 0 - 1 | Ceará       | Amigão         | 19 de marzo | 17:45 |
| Globo               | 0 - 2 | Náutico     | Barretão (RN)  | 19 de marzo | 17:45 |
| Atlético Alagoinhas | 0 - 0 | Sousa       | Carneirão (BA) | 19 de marzo | 17:45 |
| CSA                 | 3 - 0 | Altos       | Rei Pelé       | 19 de marzo | 17:45 |

## Fase final
|  | Cuartos de final          | Cuartos de final          |              |       | Semifinales              | Semifinales              |  |  | Final                            | Final                            | Final                            |
|  | 22 al 24 de marzo de 2022 | 22 al 24 de marzo de 2022 |              |       | 26 y 27 de marzo de 2022 | 26 y 27 de marzo de 2022 |  |  | 31 de marzo y 3 de abril de 2022 | 31 de marzo y 3 de abril de 2022 | 31 de marzo y 3 de abril de 2022 |
|  |                           |                           |              |       |                          |                          |  |  |                                  |                                  |                                  |
|  |                           |                           |              |       |                          |                          |  |  |                                  |                                  |                                  |
|  |                           |                           |              |       |                          |                          |  |  |                                  |                                  |                                  |
|  | Fortaleza                 | 5                         |              |       |                          |                          |  |  |                                  |                                  |                                  |
|  | Fortaleza                 | 5                         |              |       |                          |                          |  |  |                                  |                                  |                                  |
|  | Atlético Alagoinhas       | 1                         |              |       |                          |                          |  |  |                                  |                                  |                                  |
|  | Atlético Alagoinhas       | 1                         | Fortaleza    | 2     |                          |                          |  |  |                                  |                                  |                                  |
|  |                           |                           | Fortaleza    | 2     |                          |                          |  |  |                                  |                                  |                                  |
|  |                           | Náutico                   | 0            |       |                          |                          |  |  |                                  |                                  |                                  |
|  | Botafogo-PB               | Náutico                   | 0            | 1 (3) |                          |                          |  |  |                                  |                                  |                                  |
|  | Botafogo-PB               |                           |              | 1 (3) |                          |                          |  |  |                                  |                                  |                                  |
|  | Náutico (p)               | 1 (4)                     |              |       |                          |                          |  |  |                                  |                                  |                                  |
|  | Náutico (p)               | 1 (4)                     | Fortaleza    | 1     | 1                        |                          |  |  |                                  |                                  |                                  |
|  |                           |                           | Fortaleza    | 1     | 1                        |                          |  |  |                                  |                                  |                                  |
|  |                           | Sport Recife              | 1            | 0     |                          |                          |  |  |                                  |                                  |                                  |
|  | CSA                       | Sport Recife              | 1            | 0     | 0 (1)                    |                          |  |  |                                  |                                  |                                  |
|  | CSA                       |                           |              |       |                          |                          |  |  |                                  |                                  |                                  |
|  | Sport Recife (p)          | 0 (3)                     |              |       |                          |                          |  |  |                                  |                                  |                                  |
|  | Sport Recife (p)          | 0 (3)                     | Sport Recife | 3     |                          |                          |  |  |                                  |                                  |                                  |
|  |                           |                           | Sport Recife | 3     |                          |                          |  |  |                                  |                                  |                                  |
|  |                           | CRB                       | 1            |       |                          |                          |  |  |                                  |                                  |                                  |
|  | Ceará                     | CRB                       | 1            | 0 (3) |                          |                          |  |  |                                  |                                  |                                  |
|  | Ceará                     |                           |              | 0 (3) |                          |                          |  |  |                                  |                                  |                                  |
|  | CRB (p)                   | 0 (4)                     |              |       |                          |                          |  |  |                                  |                                  |                                  |
|  | CRB (p)                   | 0 (4)                     |              |       |                          |                          |  |  |                                  |                                  |                                  |

Nota: El equipo que ocupa la primera línea es el que define la serie como local.

### Cuartos de final
| 22 de marzo de 2022 | Fortaleza                                                         | 5–1     | Atlético de Alagoinhas | Castelão, Fortaleza,                                 |                                                      |
|                     | Renato Kayzer 29', 58' · Moisés 52' · Romero 80' · Hércules 90+2' | Reporte | Cesinha 1'             | Árbitro(s): Fábio Augusto Santos Sá Júnior (Sergipe) | Árbitro(s): Fábio Augusto Santos Sá Júnior (Sergipe) |

| 23 de marzo de 2022 | Botafogo-PB | 1–1 (3:4 p.) | Náutico            | Almeidão, João Pessoa,                                |                                                       |
|                     | Leilson 71' | Reporte      | Júnior Tavares 87' | Árbitro(s): Marcelo de Lima Henrique (Río de Janeiro) | Árbitro(s): Marcelo de Lima Henrique (Río de Janeiro) |

| 24 de marzo de 2022 | Ceará | 0–0 (3:4 p.) | CRB | Castelão, Fortaleza,                  |                                       |
|                     |       | Reporte      |     | Árbitro(s): Diego Pombo Lopez (Bahía) | Árbitro(s): Diego Pombo Lopez (Bahía) |

| 22 de marzo de 2022 | CSA | 0–0 (1:3 p.) | Sport Recife | Estadio Rei Pelé, Maceió,                       |                                                 |
|                     |     | Reporte      |              | Árbitro(s): Antônio Dib Moraes de Sousa (Piauí) | Árbitro(s): Antônio Dib Moraes de Sousa (Piauí) |

### Semifinales
| 26 de marzo de 2022 | Fortaleza               | 2–0     | Náutico | Castelão, Fortaleza,                                 |                                                      |
|                     | Robson 18' · Romero 88' | Reporte |         | Árbitro(s): Dênis da Silva Ribeiro Serafim (Alagoas) | Árbitro(s): Dênis da Silva Ribeiro Serafim (Alagoas) |

| 27 de marzo de 2022 | Sport Recife                          | 3–1     | CRB               | Estadio Ilha do Retiro, Recife,                                |                                                                |
|                     | Parraguez 14', 21' · Luciano Juba 82' | Reporte | Anselmo Ramon 73' | Árbitro(s): Zandick Gondim Alves Júnior (Río Grande del Norte) | Árbitro(s): Zandick Gondim Alves Júnior (Río Grande del Norte) |

### Final
| 31 de marzo de 2022 | Sport Recife | 1–1     | Fortaleza      | Arena Pernambuco, Recife,                                                       |                                                                                 |
|                     | Bill 90+1'   | Reporte | Zé Welison 84' | Asistencia: 42.544 espectadores Árbitro(s): Antonio Dib Moraes de Sousa (Piauí) | Asistencia: 42.544 espectadores Árbitro(s): Antonio Dib Moraes de Sousa (Piauí) |

| 3 de abril de 2022 | Fortaleza                 | 1–0     | Sport Recife | Castelão, Fortaleza,                                                                 |                                                                                      |
|                    | Yago Pikachu 45+2' (pen.) | Reporte |              | Asistencia: 60.045 espectadores Árbitro(s): Denis da Silva Ribeiro Serafim (Alagoas) | Asistencia: 60.045 espectadores Árbitro(s): Denis da Silva Ribeiro Serafim (Alagoas) |

| Campeón 2022 Copa do Nordeste |
| Bandera del estado de Ceará   |
| ----------------------------- |
| Fortaleza (2.º título)        |

## Goleadores
| Jugador          | Club           | Goles |
| ---------------- | -------------- | ----- |
| Hugo Rodallega   | Bahia          | 8     |
| Gabriel Poveda   | Sampaio Corrêa | 4     |
| Robinho          | Náutico        | 4     |
| Gustavo Coutinho | Botafogo-PB    | 4     |
| Anselmo Ramon    | CRB            | 4     |
| Yago Pikachu     | Fortaleza      | 4     |